# BKK Verbundplus
Die BKK Verbundplus (Eigenschreibweise: BKK VerbundPlus) mit Sitz in München ist ein Träger der gesetzlichen Krankenversicherung aus der Gruppe der Betriebskrankenkassen. Als bundesweite rechtsfähige Körperschaft des öffentlichen Rechts untersteht sie der Aufsicht durch das Bundesamt für Soziale Sicherung.

## Firmengeschichte
Die BKK Verbundplus ist am 1. Januar 2007 aus dem Zusammenschluss der BKK Energieverbund und der BKK Schwenk entstanden. Die BKK Schwenk war 1889 als Betriebskrankenkasse für die Schwenk Zement KG gegründet worden. 
Die BKK Energieverbund war aus der Fusion der Betriebskrankenkassen von Energie-Versorgung Schwaben AG (gegründet 1953), ENSO Energie Sachsen Ost AG (1991), Kraftübertragungswerke Rheinfelden AG (1900), Maschinenfabrik Lorenz (1896) und Badische Beamten-Genossenschaftsbank e. G. m. b. H. (1928) entstanden.
Zum 1. Januar 2015 erfolgte die Fusion mit der BKK Kassana. In diesem Zuge wurde der Kassensitz der BKK Verbundplus nach München verlegt. Die Verwaltung befindet sich jedoch weiterhin in Biberach an der Riß, dem früheren Sitz der Krankenkasse.
Eine weitere Fusion mit der Wieland BKK erfolgte zum 1. Januar 2022.

## Beitragssätze
Die BKK Verbundplus ist deutschlandweit geöffnet. 
Der kassenindividuelle Zusatzbeitrag entwickelte sich folgendermaßen:
| Zeitraum                             | Zusatzbeitrag |
| ------------------------------------ | ------------- |
| 1. Januar 2021 bis 31. Dezember 2023 | 1,10 %        |
| 1. Januar 2024 bis 31. Juli 2024     | 1,35 %        |
| 1. August 2024 bis 31. Dezember 2024 | 1,55 %        |
| 1. Januar 2025 bis 31. März 2025     | 2,85 %        |
| Seit 1. April 2025                   | 3,89 %        |